# Conti in sospeso
Conti in sospeso (Payback) è un film del 1995 diretto da Anthony Hickox.

## Trama
Oscar e un amico rapinano un negozio, ma questi viene ucciso e Oscar finisce in carcere, dove stringe amicizia con l'anziano compagno di cella, che aveva nascosto un grosso bottino in denaro prima di essere incarcerato. In galera lavora una spietata guardia, Gully, che vuole sapere dove sia nascosta la refurtiva, ma l'anziano carcerato si rifiuta di rivelarglielo così Gully, indispettito, l'uccide dopo avergli sottratto il disegno che ne indica il nascondiglio. Prima di morire, il vecchio si fa promettere da Oscar che avrebbe ucciso Gully e gli rivela che la refurtiva è nascosta in un cimitero. Dopo pochi anni Oscar viene scarcerato e va in cerca di Gully, che non lavora più in carcere, ma gestisce una tavola calda con l'affascinante moglie Rose. Con un pretesto, Oscar riesce a farsi assumere in cambio di vitto e alloggio. Ora Gully pare cambiato di carattere, per la sopravvenuta cecità dopo un incidente. Oscar e Rose iniziano una tresca e lui tenta di convincerla a lasciare Gully e a seguirlo. Ma la donna rifiuta, sostenendo di avere promesso a Gully di stargli accanto, almeno finché riceverà l'indennizzo assicurativo che gli permetterà di operarsi agli occhi e riacquistare la vista. Dopo giorni, per caso Oscar rinviene il disegno del vecchio compagno di cella, così si reca in cimitero e trova il bottino di 200.000 dollari, ma all'improvviso appare un altro amico di colore carcerato di Oscar, ora taxista che, conoscendo la storia, pretende per sé tutto il denaro e minaccia Oscar con una pistola. I due hanno una colluttazione, in cui l'amico pare soccombere. Oscar torna da Gully e mostra i soldi a Rose, che ora pare convinta a seguirlo, ma il giorno dopo Oscar non trova più il denaro e cerca Rose ovunque. Ma davanti a lui si palesa Gully con un fucile puntato, che gli svela d'averlo riconosciuto fin dall'inizio e di avere escogitato una messinscena con la complicità della moglie, perché fosse lui a trovare il bottino per poi sottrarglielo alla fine. Gully tenta di sparare a Oscar con un fucile scarico, così Oscar risponde ammazzandolo con la sua pistola, poi trova Rose davanti a un precipizio: i due s'abbracciano, pare intendano andarsene a vivere insieme, ma inaspettatamente Rose lo spinge nel vuoto, facendo sfracellare Oscar tra le rocce, poi s'impadronisce della valigetta col bottino e, diretta all'aeroporto, sale su un taxi guidato dall'ex amico di colore di Oscar, che pareva morto dopo la colluttazione al cimitero, che le comunica che prenderà "una scorciatoia", probabilmente per derubarla.